# Teun A. van Dijk
Pour les articles homonymes, voir Van Dijk.
Teun A. van Dijk (né le 7 mai 1943) est un linguiste néerlandais connu pour avoir élaboré, en collaboration avec Walter Kintsch, la première théorie concernant un procédé psychologique de compréhension du discours, en 1978. Il est considéré comme l'un des pères de l'analyse critique de discours (CDA), dont il représente l'aile cognitiviste.